# Repejov
Repejov je obec na Slovensku v okrese Medzilaborce. Žije zde 101 obyvatel.

## Části obce
- Repejov
- Pravrovce

## Historie
Během ruské ofenzívy v první světové válce v letech 1915–1916 byly obě části nynější obce zcela zničeny.

### Historie Repejova
První písemná zmínka o Repejovu pochází z roku 1454, kdy byla obec uvedena pod názvem Repo. Obec patřila k panství Stropkov, od 16. století k panství Humenné.
Během druhé poloviny 19. století se mnoho obyvatel vystěhovalo. Během ruské ofenzívy přes první světovou válku v letech 1914-1915 byla zničena. Za první československé republiky se obyvatelé zabývali zemědělstvím, dřevorubectvím a pálením uhlí. V roce 1964 byl Repejov sloučen s obcí Pravrovce.
Z Repejova pocházel Petr Fedorco ( 24. 7. 1919 Repejov –  8. 3. 1943 Sokolovo),  vězeň  sovětského Gulagu (za polárním kruhem) a příslušník 1. československého samostatného polního praporu, který padl v první den bitvy u Sokolova.

### Historie Pravrovců
První písemná zmínka o Pravrovcích pochází z roku 1408, obyvatelé se živili zemědělstvím a lesními pracemi. Obec patřila k panství Stropkov a později rodině Dessewffyovců, v 19. století rodině Ružičkových. V roce 1715 se zmiňuje k ní patřící mlýn.

## Církevní stavby
V obci jsou dva řeckokatolické kostely, oba barokně-klasicistické. Pravrovský (západní část obce) pochází z roku 1832, obnoven byl v roce 1927. Repejovský kostel svatého Michala Archanděla je z roku 1770, obnoven v roce 1893.